# Teguidda-n-Tessoumt
Teguidda-n-Tessoumt – miejscowość w środkowym Nigrze w regionie Agadez, ok. 200 km na północny zachód od Agadez. Zlokalizowana jest na Saharze, wzdłuż starożytnego szlaku karawanowego.

## Gospodarka
Osada zamieszkiwana jest przez ok. 50 rodzin trudniących się pozyskiwaniem soli z saharyjskiej gliny. Wokół miejscowości znajduje się 20 słonych źródeł. Sól pozyskiwana jest z setek oczek wodnych (dochodzących do 2 m średnicy), służących jako odstojniki dla solankowej zawiesiny. Sól formowana jest w kostki i bryły, suszona na słońcu i sprzedawana lub zamieniana na inne produkty żywnościowe, koczownikom i handlarzom (najbardziej znani to Tuaregowie), przechodzącym przez wioskę. Nadaje się jedynie jako dodatek dla paszy dla zwierząt.

## Wygląd wioski
Wokół wioski z odpadów solnych i gliny usypane są wzniesienia dochodzące do 10 m. W wiosce ziemia, ściany chat, dachy, ogrodzenia są koloru wypalonej gliny, na obu krańcach wioski rosną jedynie dwa drzewa.